# グラント・ボグダノフ
グラント・ボグダノフ（Grant Bogdanove、1994年11月1日 - ）は、日本の男性総合格闘家。東京都世田谷区出身。ALMA FIGHT GYM LIFE主宰。

## 来歴
6歳のころより兄と一緒に柔道教室に通い始める。中学高校と5年間レスリング部に所属し練習に励んだ。大学に進学すると再び柔道を始め、寝技強化の為にブラジリアン柔術にも通い始める。日本には英語の教師になる為に来日。19年全日本柔術選手権やZST-GTF.4トーナメント準優勝、全日本ノーギ選手権ミドル級優勝などビッグトーナメントで優勝＆入賞の実績を持ち、グラップリング大会のQUINTETでは小見川道大率いるチームに選抜される。
2021年6月19日、総合格闘技デビュー戦となったDEEP TOKYO IMPACT 2021～1st ROUND～にて田中一矢と対戦し、1Rにリアネイキッドチョークによる一本勝ちを収めた。

### RIZIN
2021年11月28日、RIZIN初出場となったRIZIN TRIGGER 1stにて奥田啓介と対戦し、1Rにリアネイキッドチョークによる一本勝ちを収めた。
2022年4月16日、RIZIN TRIGGER 3rdでレスリング全日本3度優勝の泉武志と対戦し、グラウンド状態での肘打ちで3R TKO勝利を収めた。

## 人物
父親がアメリカ人、母親が日本人のハーフ。

## 戦績

### 総合格闘技
| 総合格闘技 戦績 | 総合格闘技 戦績 | 総合格闘技 戦績 | 総合格闘技 戦績 | 総合格闘技 戦績 | 総合格闘技 戦績 | 総合格闘技 戦績 |
| --------------- | --------------- | --------------- | --------------- | --------------- | --------------- | --------------- |
| 3 試合          | (T)KO           | 一本            | 判定            | その他          | 引き分け        | 無効試合        |
| 3 勝            | 1               | 2               | 0               | 0               | 0               | 0               |
| 0 敗            | 0               | 0               | 0               | 0               | 0               | 0               |

| 勝敗 | 対戦相手 | 試合結果                          | 大会名                              | 開催年月日     |
| ○    | 泉武志   | 3R 3:16 TKO（グラウンドの肘打ち） | RIZIN TRIGGER 3rd                   | 2022年4月16日  |
| ○    | 奥田啓介 | 1R 1:07 リアネイキッドチョーク    | RIZIN TRIGGER 1st                   | 2021年11月28日 |
| ○    | 田中一矢 | 1R 2:05 リアネイキッドチョーク    | DEEP TOKYO IMPACT 2021～1st ROUND～ | 2021年6月19日  |

### グラップリング
| 勝敗 | 対戦相手   | 試合結果               | 大会名                                             | 開催年月日     |
| ○    | 松村威     | 1R 4:23 マザーズミルク | JBJJF第25回全日本ブラジリアン柔術選手権            | 2024年12月1日  |
| ○    | 大嶋聡承   | 2R アームロック        | GLADIATOR CHALLENGER SERIES01「Bang vs Kawana II」 | 2024年2月16日  |
| ×    | 山田崇太郎 | 7分1R終了 判定1-2      | Level-G PRO                                        | 2023年6月11日  |
| △    | 八隅孝平   | 8分1R終了 時間切れ     | QUINTET FIGHT NIGHT 7 in TOKYO                     | 2021年7月13日  |
| △    | 岩崎正寛   | 8分1R終了 時間切れ     | QUINTET FIGHT NIGHT 5 in TOKYO                     | 2020年10月27日 |

## 獲得タイトル

### ブラジリアン柔術
- 全日本ノーギ選手権アダルトエキスパートミドル級優勝（2019年）
- GTF.4 90キロ以下トーナメント準優勝（2020年）
- 全日本ブラジリアン柔術選手権アダルト黒帯ミドル級優勝（2021年）
- 全日本ノーギ柔術選手権アダルト黒帯ミドル級優勝（2022年）